# Culicoides sergenti
Culicoides sergenti är en tvåvingeart som först beskrevs av Jean-Jacques Kieffer 1921.  Culicoides sergenti ingår i släktet Culicoides och familjen svidknott. Inga underarter finns listade i Catalogue of Life.